# Opération Colisée
L'opération Colisée est une enquête policière de grande envergure menée au Québec par l'Unité mixte d'enquête sur le crime organisé (UMECO) de la Gendarmerie royale du Canada (GRC) en collaboration avec la Sûreté du Québec (SQ), le Service de police de la Ville de Montréal (SPVM), l'Agence des services frontaliers du Canada (ASFC), la police de Laval et l'Agence du revenu du Canada (ARC). Elle vise le clan Rizzuto de la mafia montréalaise et se conclut par la plus importante rafle antimafia de l'histoire canadienne.

## Histoire

### Contexte
L'opération s'échelonne sur quatre ans, mobilise plus de 700 policiers,. Elle est lancée alors que la GRC concentre ses efforts sur la mafia montréalaise après avoir affaibli les Hells Angels lors de la guerre des motards. En 1998, le Service canadien de renseignements criminels (SCRC) signale que le clan sicilien de Montréal est la principale organisation criminelle au Canada, bénéficiant d'alliances avec des clans étrangers et divers groupes locaux. Depuis 30 ans, une dizaine d'enquêtes avaient visé la mafia italienne sans parvenir à incriminer directement le chef du clan. L'une d'elle, l'opération Cicéron, fournit des informations précieuses mais se heurte à la discrétion des dirigeants de la mafia, qui limitent leurs communications et changent fréquemment de lieux de rencontre. Pour surmonter ces obstacles, la GRC obtient de nouveaux mandats d'écoute visant non seulement les chefs identifiés, mais aussi leurs proches et associés. Elle structure aussi ses effectifs en cellules numérotées « 8000 » qui reflètent les principaux volets présumés de l'enquête, notamment le blanchiment d'argent, les manipulations boursières, l'infiltration de l'économie légale et le trafic de drogue, ce dernier étant la cellule « 8002 ». Elle met en place un dispositif de surveillance étendu du café Consenza, considéré comme le quartier général du clan. D'autres lieux sont visés, dont le Bar Laennec à Laval, associé à Lorenzo Giordano et Francesco Del Balso, ainsi que d'autres lieux de rassemblement. Entre le 2 février 2004 et 31 août 2006, une caméra y enregistre 192 transactions monétaires, tandis que les policiers comptabilisent 860 visites de Nicolo Rizzuto, 667 pour Paolo Renda, 616 pour Francesco Arcadi et 561 pour Rocco Sollecito. Pendant l'enquête, 80% des 125 personnes identifiées comme fréquentant le Consenza avaient un casier judiciaire. Les équipes techniques interviennent à 34 reprises pour installer ou réparer les micros et caméras, chacune de ces opérations coûtant environ 80 000 dollars, pour un total de près de 35 millions de dollars, ce qui en fait l'enquête la plus coûteuse de l'histoire de la GRC.

### Déroulement
Le 22 novembre 2006 à 6h du matin, les policiers procèdent simultanément à 90 perquisitions et à l'arrestation de 73 personnes sur un total de 90 individus recherchés,,. Les personnes interpellées font face à plus de 1 000 chefs d'accusation liés à des crimes présumés commis entre 2003 et 2006,,,, incluant l'importation et le trafic de stupéfiants, le complot, le gangstérisme, la corruption, le blanchiment d'argent, l'extorsion, la possession d'armes, la possession de produits de la criminalité et des tentatives de meurtre. Les perquisitions permettent la saisie de 800 kg de cocaïne, 40 kg de marijuana, plus de 6 millions de dollars en biens et en liquidités, ainsi que des résidences et comptes bancaires,. Les premiers suspects comparaissent au palais de justice de Montréal dès 14h le même jour et dix autres arrestations sont effectuées dans les semaines suivantes.
Parmi les figures arrêtées figurent Nicolo Rizzuto, considéré comme le patriarche de la mafia montréalaise, Paolo Renda, présenté comme le consigliere du clan, Francesco Arcadi, perçu comme le successeur de Vito Rizzuto, ainsi que Rocco Sollecito, Francesco Del Balso, Lorenzo Giordano et Ray Kahno,,. L'arrestation de ces dirigeants, survenue après l'extradition de Vito Rizzuto aux États-Unis en 2006, est considérée comme une décapitation de l'état-major du clan. 
L'enquête révèle que le réseau a infiltré l'aéroport international Montréal-Trudeau grâce à la complicité de deux employées de l'ASFC et d'une dizaine d'autres travailleurs ou ex-travailleurs. Ces complicités facilitent l'importation de cocaïne, dont une cargaison de 300 kg saisie en novembre 2005 à Boucherville, qui constitue la première partie d'un envoi total de 1,3 tonne de Caracas, au Venezuela,. Les enquêteurs identifient également une filière d'exportation de cannabis vers les États-Unis via le territoire d'Akwesasne, utilisée aussi pour le retour des sommes issues de la vente de marijuana. Les activités d'importation concernent plusieurs pays, dont les États-Unis, le Mexique, la Colombie, le Venezuela, le Belize, Haïti, la Jamaïque et la République dominicaine. L'UMECO démantèle également un réseau de paris sportifs illégaux en ligne exploité depuis Laval, mais enregistré au Belize, qui aurait généré plus de 26 millions de dollars en 18 mois avec près de 800 000 transactions,,. 
Les interceptions réalisées au Consenza et au Bar Laennec, ainsi que les écoutes téléphoniques visant les principaux dirigeants du clan, révèlent également un vaste système d'extorsion. Celui-ci vise environ 600 commerçants, majoritairement d'origine italienne, établis à Saint-Léonard et dans d'autres arrondissements de l'est de Montréal. Il touche aussi une partie du secteur de la construction dans le sud du Québec, où certains entrepreneurs doivent verser 5% de la valeur de leurs contrats au clan Rizzuto.

### Volet judiciaire
Le 18 septembre 2008, les dirigeants du clan Rizzuto plaident coupable aux accusations portées contre eux, après la présentation d'une preuve comptant environ 400 pages.
En septembre 2016, la Cour d'appel du Québec confirme la culpabilité et la peine d'une ex-douanière de l'aéroport Montréal-Trudeau et d'un autre employé arrêtés lors de l'opération, tous deux impliqués dans un complot d'importation de cocaïne par corruption, abus de confiance, complot et contrebande, et condamnés à purger deux ans moins un jour dans la collectivité suivis de trois ans de probation. Les dirigeants du réseau, dont Ray Kahno, reçoivent 14 ans de prison.

## Corruption et commission Charbonneau
Les enregistrements effectués par la GRC dans le cadre de l'opération révèlent des liens entre le clan Rizzuto et des entrepreneurs de l'industrie de la construction. En 2005, Francesco Del Balso menace un entrepreneur de la région de Québec après l'obtention d'un contrat à l'Université de Montréal,, et un autre entrepreneur affirme avoir reçu des menaces similaires lors de l'attribution de contrats pour le métro de Laval. Selon un témoignage policier et une source liée à la mafia, le clan recevait entre 300 000 et 500 000 dollars par mois d'un groupe de quatorze entrepreneurs surnommé le « Fabulous Fourteen » pour organiser la collusion lors d'appels d'offres. Le responsable de l'escouade Marteau confirme l'existence de ce groupe et de liens présumés entre certaines grandes entreprises de construction et la mafia.
La preuve amassée lors de l'opération Colisée comprend environ 1,5 million de communications interceptées et plus de 1 500 heures de vidéo. En 2012, la commission Charbonneau, chargée d'enquêter sur l'industrie de la construction au Québec, obtient de la Cour supérieure du Québec le droit d'accéder à une partie de cette preuve. La décision contraint la GRC à transmettre la documentation préparée et utilisée lors des procès, ciblant dix-sept personnes et sept entreprises. Les informations recherchées portent sur les liens présumés entre la mafia italienne montréalaise, des acteurs de l'industrie de la construction, des partis politiques et l'octroi de contrats publics.